# Andromeda VII
Andromeda VII (zwana też Karłem Kasjopei) – karłowata galaktyka sferoidalna, jedna z galaktyk satelickich galaktyki M 31. Znajduje się na granicy gwiazdozbiorów Kasjopei i Andromedy. Została odkryta przez ukraińskich i rosyjskich astronomów w 1998 roku. Jest odległa od Słońca około 2,58 mln lat świetlnych.